# Pterolophia varievittata
Pterolophia varievittata là một loài bọ cánh cứng trong họ Cerambycidae.